# Dievturība

Dievturības symbol

Dievturība, lettisk nyhedendom, är en nutida bearbetning av lettisk animistisk religion som ursprungligen utövades före Lettlands kristnande under 1200-talet.    Anhängarna kallar sig själva dievturi (singular: dievturis), vilket kan översättas till ”Dievas bevarare” eller ”folk i harmoni med Dievas”. Dievturība har främst sina rötter i lettisk folklore, folksånger och lettisk mytologi.
Dievturība systematiserades år 1925 av Ernests Brastiņš och Kārlis Bregžis. Den förbjöds av Sovjetmakten 1940, men levde vidare i den lettiska diasporan och återregistrerades i Lettland år 1990. Enligt en undersökning på sociala medier från 2016 uppgav 20 % av letterna att de hade “lettisk religion” som religiös tillhörighet. Av dessa 20 % identifierade sig 81 % som ”dievturi”, 1 % som ”Dievs, Laima, Māra – folkreligion”, 9 % som ”latviskā dzīvesziņa” (’lettisk livsvisdom’), 6 % som ”en lett”, 2 % som ”lettisk urtro”, och 1 % som ”formellt lutheran men i hjärtat dievturis”.
Dievturība finns främst i Lettland, men det finns även följare i USA. I Dievsēta, en egendom på landsbygden väster om Warrens i Wisconsin, firar amerikanska följare de olika högtiderna.

## Historia

### Ernests Brastiņš tid

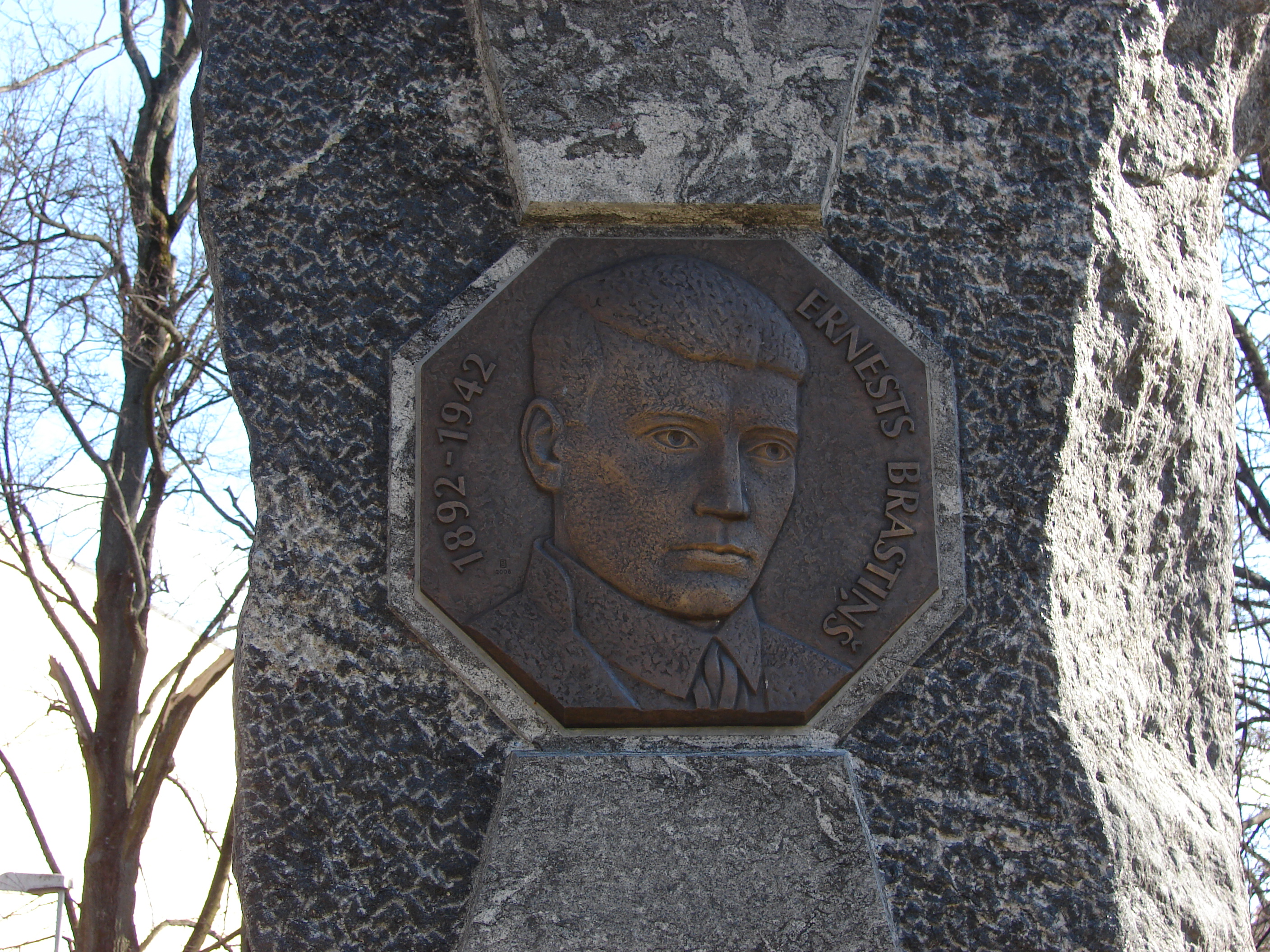
Porträtt av Ernests Brastiņš i Kronvalds park i Riga

Dievturība har sina kulturella rötter i 1800‑talets rörelse Ungletterna (lettiska: jaunlatvieši), som under 1800‑talets genom första vågen av lettisk nationalism började att samla in folklore och som sedan kämpade för lettisk självständighet under första världskriget.
År 1925 bildades Dievturība‑rörelsen genom initiativ av Ernests Brastiņš och Kārlis Bregžis, som publicerade manifestet Latviešu dievturības atjaunojums (“Förnyelsen av lettisk Dievturība”). Året därpå grundade de organisationen Latvju dievtur̦u draudze (ungefär ”Sällskapet av lettiska dievturi”).
Brastiņš och Bregžis hade olika visioner för rörelsen: Bregžis förespråkade en mer intim praktik, begränsad till familj eller små grupper, medan Brastiņš, som var en effektiv talare och organisatör, ville nå en bredare publik med politiskt engagemang. År 1927 registrerade Brastiņš en egen parallellorganisation, och efter 1929 kom rörelsen i allt högre grad att förknippas med honom.

#### Organisation och ledarskap

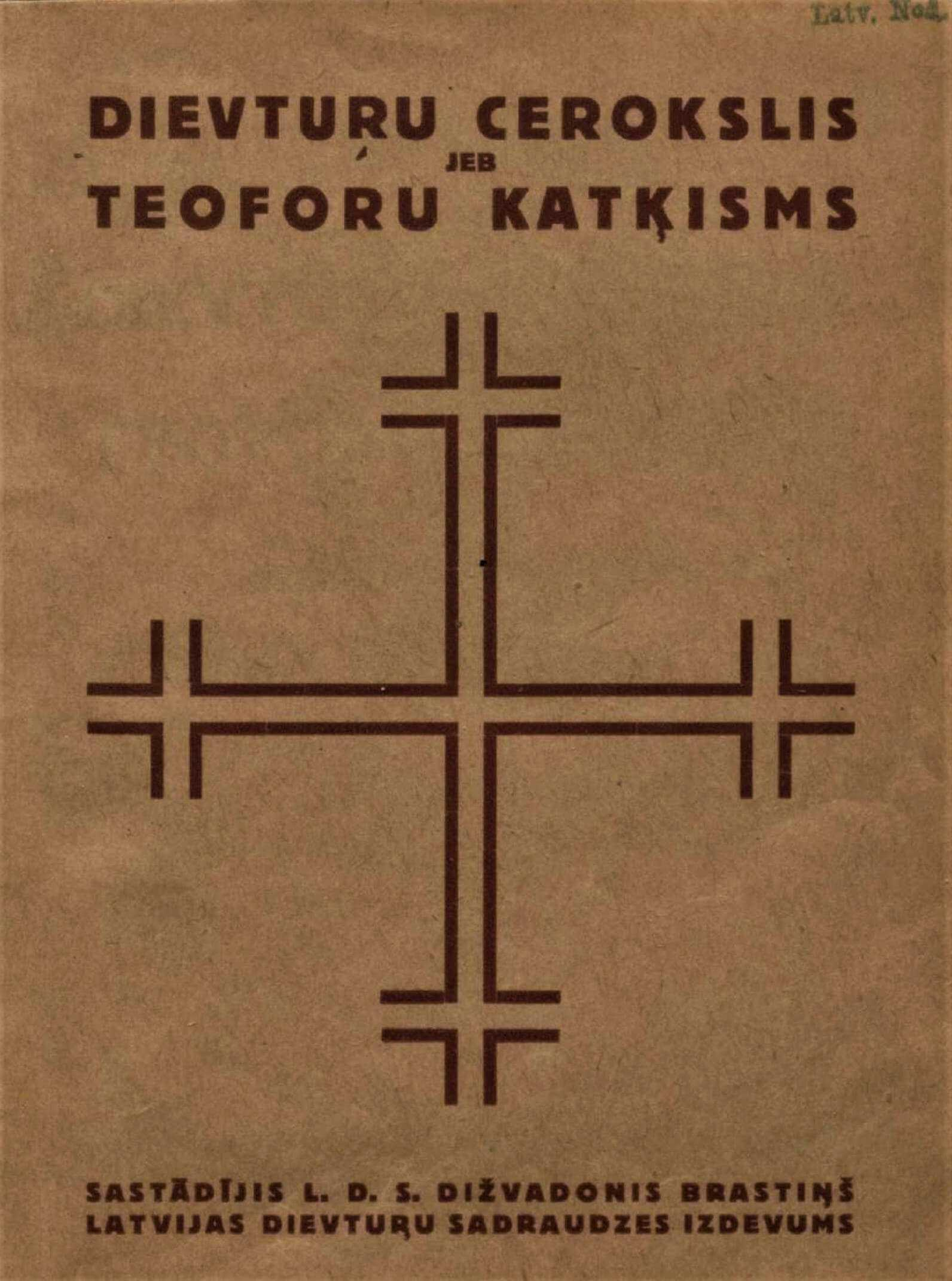
Dievtur̦u cerokslis (1932) var Dievturības främsta inspirerande text under mellankrigstiden.

Bregžis’ organisation upphörde i början av 1930‑talet, medan Brastiņš’ Latvijas Dievturu sadraudze fortsatte och 1935 ombildades till en sekulär organisation.Ernests Brastiņš (1892–1942) blev den dominerande kraften i rörelsens tidiga utveckling. Han var konstnär, amatörhistoriker, folklorist och arkeolog, dokumenterade forntida lettiska strukturer och gav ut Index of Mythological Notions of Latvian Dainas. Hans Dievtur̦u cerokslis (1932) blev Dievturība‑rörelsens viktigaste ideologiska text. Andra framstående ledare under mellankrigstiden var skulptören Arvīds Brastiņš (Ernests bror) och litteraturhistorikern Alfrēds Goba.

#### Kulturell påverkan
Under 1920‑ och 1930‑talen engagerade sig flera kulturpersonligheter i rörelsen, som konstnären Jēkabs Bīne, författarna Voldemārs Dambergs, Viktors Eglītis och Juris Kosa, samt kompositörerna Jānis Norvilis och Artūrs Salaks. Rörelsen nådde ingen bred folklig förankring, men tack vare konstnärers och intellektuellas engagemang producerades rikligt med material om tolkningar av folklore. Mellan 1933 och 1940 utgav Latvijas Dievturu sadraudze tidskriften Labietis (“Adelsmannen”), och kompositörerna Norvilis, Salaks och Valdemārs Ozoliņš etablerade en mindre musikscen med fokus på kokles, trīdeksnis och körmusik där de arrangerade folkvisor och komponerade originalverk inspirerade av rörelsens principer.

### Förföljelse och verksamhet i exil

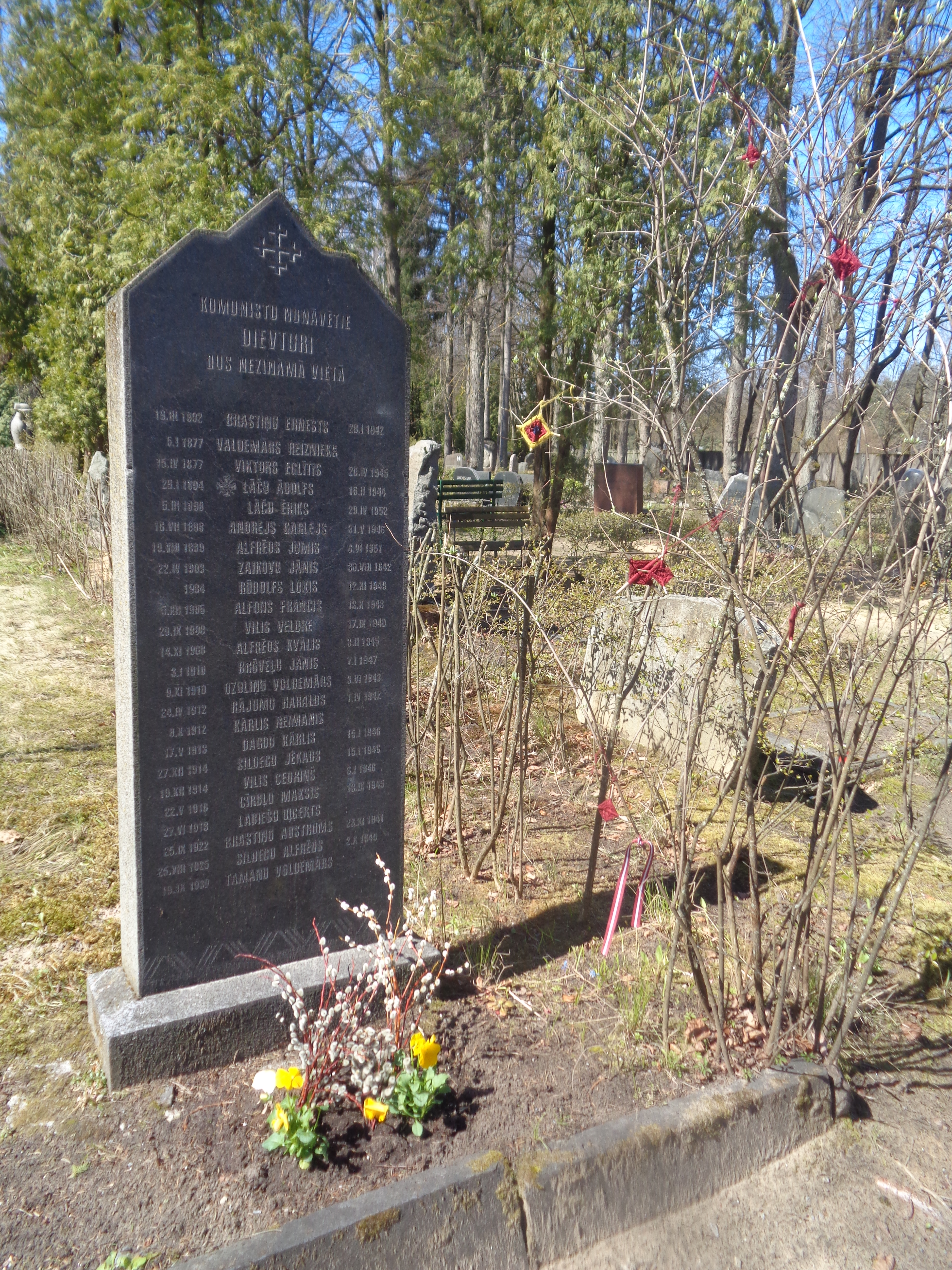
Minnessten på Rigas skogskyrkogård för de lettiska dievturi som dödades av kommunisterna 1942–1952.

Med Sovjetunionens ockupation av Lettland 1940 slogs rörelsen ned och splittrades. Ernests Brastiņš deporterades till ett sovjetiskt arbetsläger 1941 och avrättades året därpå. Andra ledare deporterades till Sibirien eller emigrerade till Väst.
Under sovjettiden levde Dievturība vidare i små grupper inom den lettiska emigrantbefolkningen. Förutom viss tidig aktivitet i Tyskland och Sverige, blev den mest betydande verksamheten under denna period förlagd till USA. Där etablerade sig Arvīds Brastiņš 1947 som rörelsens stormästare (lettiska: dižvadonis), en position han innehade fram till sin död 1984.
Tidskriften Labietis återlanserades 1955 i Lincoln, Nebraska. Rörelsen registrerades formellt som Latvian Church Dievturi i Illinois 1971, och en kyrkobyggnad med namnet Dievsēta (“Dievas gård”) började uppföras i Wisconsin 1977. Exilrörelsen var inte alltid uttryckligen religiös, utan arbetade även bredare för att bevara och främja lettisk kultur. Efter Arvīds Brastiņš leddes exilkyrkan av Jānis Palieps (1985–1990), Marģers Grīns (1990–1995), Juris Kļaviņš (1995–2000) och därefter återigen av Palieps (från 2000 och framåt). 
Inom Lettlands sovjetrepublik fortsatte vissa yttre tecken och symboler från rörelsen att förekomma vid bröllop och begravningar bland personer som varit engagerade i eller intresserade av Dievturība. År 1983 rapporterades att sovjetiska myndigheter vidtagit åtgärder mot rörelsen, eftersom personer inom den lettiska dissidentmiljön visade intresse för religionen – däribland aktivisten Ints Cālītis och poeten Gunārs Freimanis. Myndigheternas strategi var att anklaga anhängare av Dievturība för nazistiska aktiviteter.

### Återuppväckelse

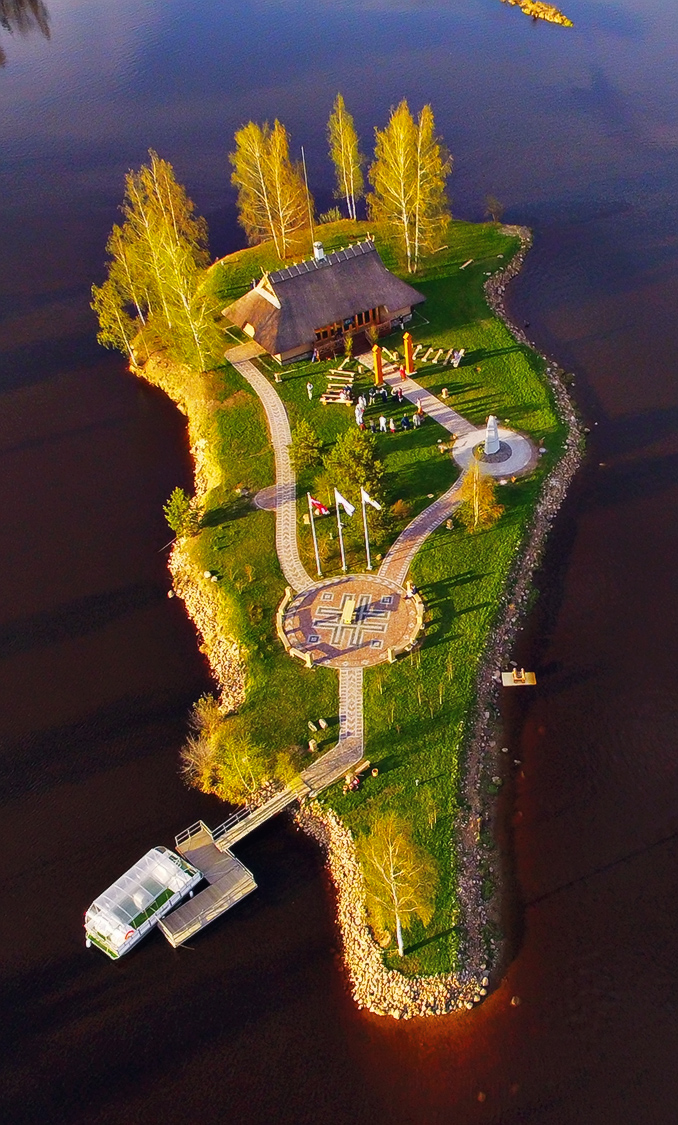
Flygfoto över Lokstene-helgedomen i Dievturi i Lettland

Arbetet med att återuppliva rörelsen i Lettland påbörjades 1986 som en del av ett växande intresse för lettisk historia och folklore. Den främsta drivkraften i detta skede var keramikern Eduards Detlavs (1919–1992). Dievturība registrerades officiellt på nytt som religiös organisation den 18 april 1990, under namnet Latvijas Dievturu sadraudze (förkortat LDS). Efter Detlavs död 1992 leddes LDS av Marģers Grīns från exilkyrkan fram till 1995, därefter av Jānis Brikmanis till 1998, och sedan av Romāns Pussars.
Under 1990-talet blev Dievturība i Lettland starkt influerad av återvändande medlemmar från exilrörelsen. Dessa förespråkade generellt en strikt tolkning av Ernests Brastiņš skrifter, vilket ibland stod i konflikt med yngre nyhedningars synsätt. Vissa personer som varit engagerade i rörelsen under 1980-talet lämnade den därför. Rörelsen lyckades dock återuppta sin verksamhet och blev en del av den europeiska nyhedniska kulturströmningen.  I början av 2000-talet fanns det 16 aktiva grupper i Lettland. De flesta var anslutna till LDS, men vissa var självständiga. Bland rörelsens interna oenigheter finns frågan om hur strikt man bör följa materialet från mellankrigstiden, samt relationen till kristendomen – vissa anhängare menar att de två kan förenas.
Svätes helgedom har sedan 2001 fungerat som den främsta heliga platsen i södra Lettland, där Dievturi-riter hålls i Jelgava. Lokstenes Dievturi-helgedom invigdes den 6 maj 2017 och drivs av LDS. Den finansierades av entreprenören Dagnis Čākurs och ligger på en liten ö i floden Daugava, nära staden Pļaviņas.
År 2018 bestod LDS av en styrelse och åtta lokala grupper. Det totala antalet organiserade Dievturi uppskattades till mellan 600 och 800 personer. Stormästare (dižvadonis) var Andrejs Broks. Hedersordförande och rådsordförande var konstnären Valdis Celms, som även haft inflytande på de baltiska andliga gemenskaperna genom sina böcker Latvju raksts un zīmes (direktöversättning: ”Lettiska mönster och symboler”, 2008) och Baltu dievestības pamati (”Grunderna i baltisk religion”, 2016).
Sedan 2023 utvecklar Latvijas Dievturu sadraudze den så kallade Dievturu vārdnīca (”Dievturi-ordboken”), en nätbaserad öppen resurs för studenter och forskare med inriktning på Dievturība samt lettisk traditionell kultur och religionsvetenskap.

## Trosuppfattning
Dievturība har sina rötter i lettisk folklore, folksånger och lettisk mytologi. Huvudguden är Dievs, som förenar ande och materia, liksom andra dualiteter såsom fader och moder, gott och ont. Andra gudomar ses antingen som aspekter av Dievs eller som andra typer av icke-gudomliga andeväsen. Gudinnan Māra representerar Dievs materiella aspekt, medan Laima är en aspekt av Dievs kopplad till orsakssamband, eld och lycka.
Den moderna Dievturība skiljer sig av nödvändighet från den historiska lettiska religionen. Det finns till exempel inga belägg för att de förkristna letterna erkände en treenighet av gudomar; inom Dievturība betraktas dock Dievs, Māra och Laima som ett gudomligt treenigt väsen. Inom dievturisk teologi erkänns flera olika treenigheter av både gudomar och begrepp.
Människan anses vara till naturen god till följd av Dievs vilja. Människan förstås även som tredelad, bestående av augums (”fysisk kropp”), velis (”förfädersande”) och dvēsele (”själ”). Efter döden förintas den fysiska kroppen, den astrala kroppen går in i veļu valsts (”skuggvärlden”) och upplöses gradvis, medan själen är evig och återförenas med Dievs.
Hösten och början av vintern betraktas som tiden för att minnas de döda förfäderna. Under höstens mörka tid gav man mat åt sina avlidna släktingar – antingen som en gest av tacksamhet för en god skörd eller på grund av naturens döende.
Lettlands tidigare president Vaira Vīķe-Freiberga skrev att “den forntida letten ansåg sig inte vara herre och härskare över naturen, ej heller överlägsen naturen, utan betraktade sig själv som en oskiljaktig del av naturen”.